# Mikhaïl Svetlov
Pour les articles homonymes, voir Svetlov.
Cet article possède un paronyme, voir Mikhaïl Svetov.
Mikhaïl Arkadievitch Svetlov (en russe : Михаи́л Арка́дьевич Светло́в), né Mikhaïl Scheinkmann (Михаи́л Ше́йнкман), dans d'autres sources Mikhaïl Sheinsman (Михаи́л Ше́йнсман) le 4 juin 1903 (17 juin dans le calendrier grégorien) à Iekaterinoslav, mort le 28 septembre 1964 à Moscou, est un poète et dramaturge russe soviétique,. Lauréat posthume du Prix Lénine en 1967.
Les figures de style et les constructions de ses œuvres ressemblent quelquefois à ceux de Heinrich Heine, cela lui a valu le surnom de Heine rouge comme en témoigne notamment le poème satirique Proletarskim poetam (Послание пролетарским поэтам, 1926) de Vladimir Maïakovski.

## Biographie
En 1920, il s'engage dans l'Armée rouge et prend le nom de Svetlov (du russe Svet : « lumière »). Il participe aux combats de la Guerre civile russe. Il vit longtemps à Kharkiv, puis, s'installe à Moscou en 1922. Son premier recueil de poésies Relsy [Les Rails] parait en 1923. En 1926, il écrit le célèbre poème Grenada, l'histoire d'un partisan de la Guerre civile qui rêve de combattre pour libérer une lointaine contrée dont il a appris l’existence dans un livre,,.
On retrouve son nom parmi les membres du « groupe Octobre », aux côtés de Iossif Outkine, Alexandre Bezymenski, Aleksandr Jarov (ru), Ivan Doronine (ru) ou Mikhaïl Golodny. Tout au long des années 1920 ce groupe combat les « attitudes bourgeoises » en littérature et affirme le primat du contenu sur la forme.
Il fait ses études à l'Université d'État de Moscou en 1927-1928.
De 1941 à 1945, il est correspondant de guerre du journal Krasnaïa Zvezda (« Étoile rouge ») sur le front de Leningrad, puis pour les journaux de la 1re armée de choc du front nord-ouest Na razgrom vraga (« Pour vaincre l'ennemi ») et Gueroïtcheski chtourm (« Héroïque patrouille »), et dans le journal de la 33ème armée du Premier front biélorusse. À cette période son Chant de Kakhovka, écrit en 1935 et mis en musique par Isaac Dounaïevski, bénéficie d'une large diffusion,,. La chanson sera interprétée dans le film Trois camarades de Semion Timochenko (1935). Pour le service rendu pendant la Grande Guerre patriotique, Mikhail Svetlov a reçu deux médailles de l'Ordre de l'Étoile rouge.
Bien qu'il soit devenu un apparatchik, Svetlov perd sa foi en l'état communiste à mesure que ses amis sont décimés par les purges, et devient alcoolique : tout comme son collègue Iouri Olecha, il passe ses journées au bar de l'hôtel National,.
Mort d'un cancer du poumon le 28 septembre 1964, il est enterré au cimetière de Novodevitchi.

## Œuvres
Les œuvres majeures de Mikhaïl Svetlov sont :
- Grenade (Гренада, 1926)
- Le Chant de Kakhovka (Песня о Каховке, 1935)
- Vingt-huit (Двадцать восемь, 1942)
- L'Italien (Итальянец, 1943)

## Récompenses et honneurs
- L'astéroïde (3483) Svetlov, découvert le 16 décembre 1976 par l'astronome Lioudmila Tchernykh de l'Observatoire d'astrophysique de Crimée, a été dénommé de son nom [13].
- Le bateau de promenade fluviale Mikhaïl Svetlov construit en 1985, circulant sur la Léna, avec le port d'attache à Iakoutsk est nommé en son hommage[14]. Dans le film de Leonid Gaïdaï Le Bras de diamant (1968), les héros effectuent une croisière au bord du bateau Mikhaïl Svetlov.
- Depuis le 5 octobre 1965, son nom porte la bibliothèque municipale no 3 de Moscou, située rue Bolchaïa Sadovaïa dans le district administratif central.